# Antigua (Spagna)
Antigua è un comune spagnolo di 11 024 abitanti situato nella comunità autonoma delle Canarie, sull'isola di Fuerteventura.